# パール・ハーバー (ドック型揚陸艦)
|           |                                                                                   |
| 艦歴      |                                                                                   |
| 発注      | 1993年10月12日                                                                    |
| 起工      | 1995年1月27日                                                                     |
| 進水      | 1996年2月24日                                                                     |
| 就役      | 1998年5月30日                                                                     |
| 母港      | カリフォルニア州サンディエゴ                                                      |
| 性能諸元  |                                                                                   |
| 排水量    | 軽荷排水量：11,251 t 満載排水量：16,088 t                                         |
| 全長      | 610 ft (185.9 m)                                                                  |
| 全幅      | 84 ft (25.6 m)                                                                    |
| 吃水      | 21 ft (6.4 m)                                                                     |
| 機関      | コルト・インダストリーズ製 16気筒ディーゼルエンジン四基 2軸, 33,000shp (25MW)     |
| 最大速度  | 20+ ノット (37+ km/h)                                                             |
| 乗員      | 士官22名、兵員397名                                                               |
| 上陸要員  | 402名、一時的に102名増員可能                                                      |
| 兵装      | Mk 38 25 mm 機関砲二基 20mm ファランクスCIWS二基 RAMランチャー二基 12.7mm機銃六基 |
| 上陸艇    | LCAC二隻                                                                          |
| モットー: | Nation's Battle Cry                                                               |

パール・ハーバー(USS Pearl Harbor, LSD-52)は、アメリカ海軍のドック型揚陸艦。ハーパーズ・フェリー級ドック型揚陸艦の4番艦。艦名は太平洋戦争発端の地、真珠湾に因み命名された。

## 艦歴
パール・ハーバーは1995年1月27日にルイジアナ州ニューオーリンズのエイボンデール造船所で起工され、1996年2月24日に進水した。1998年5月30日に就役する。
2005年時点でパール・ハーバーは揚陸グループ3に所属する。